# Amani
《Amani》（和平），香港搖滾樂隊Beyond的名曲之一，是Beyond在1991年的宣明會之旅後的創作 ；由黃家駒包辦作曲、主音及粵語版的填詞；收錄於Beyond第7張粵語專輯《猶豫》，林夕填詞的國語版則見於1998年的專輯《這裡那裡》。
此曲指责战火禍害并憧憬世界和平的前景，貫徹Beyond一向爱好和平的價值觀，并以自己的音乐向人们呼唤和争取和平，呼籲人們用仁爱驱散世上罪恶的战争。此外，歌曲中的兒童視角和對上帝(祂) 的質問，令作品更有說服力。

## 背景
1991年波斯灣战争后，世界进入了一个短暂的相对和平时期。此歌抒发了Beyond对战后和平长久的渴望。

## 歌词翻譯
歌词中有一段斯瓦希里语：
- Amani = 和平
- Nakupenda = 爱
- Nakupenda We We = 我们爱你
- Tuna Taka We We = 我们需要你

這四句話也成為不少1990年代香港人首次認識的非洲語言。

## 獎項
- 1991年度十大中文金曲頒獎典禮：「十大中文金曲」